# Florence Nightingale David
|  | No s'ha de confondre amb Florence Nightingale. |

Florence Nightingale David   (Ivington, 23 d'agost de 1909 - Kensington, 23 de juliol de 1993), normalment coneguda com F.N. David, va ser una matemàtica i estadística britànica.
Els seus pares eren molt amics de Florence Nightingale i, quan va néixer la seva filla (un any abans de la seva mort), li van posar aquests noms. Va estudiar al Bedford College for Women (actual Royal Holloway) en el qual es va graduar en matemàtiques el 1931. A partir de 1933, va treballar al University College de Londres, en el qual va obtenir el doctorat el 1938. Durant la Segona Guerra Mundial, entre 1939 i 1945, va treballar pel govern britànic fent estadístiques de guerra. Acabada la guerra, va tornar al departament d'estadística de l'University College on va romandre fins al 1967 quan va marxar a Califòrnia per establir un departament d'estadística a la universitat de Califòrnia a Riverside. El 1977 es va retirar a Riverside, però va continuar sent professora emèrita a la universitat de Califòrnia a Berkeley fins a la seva mort el 1993.
David va publicar nou llibres entre els quals destaca Games, Gods, and Gambling (1962), en el qual fa un repàs de la història de la probabilitat i dels conceptes estadístics. També va publicar més de cent articles científics i va escriure una quinzena d'informes de guerra (que encara estant classificats com secrets) i diversos llibres blancs pel servei forestal dels Estats Units.